# Concerto grosso opus 3 no 2 de Haendel
Pour les articles homonymes, voir Concerto grosso (homonymie).
Le ''Concerto grosso en si bémol majeur, opus 3 no 2, HWV 313, est une pièce symphonique de Georg Friedrich Haendel. Il semble admis que ce concerto ne soit pas une composition originale mais un montage de pièces déjà écrites par Haendel[réf. nécessaire].

## Analyse de l'œuvre
1. Vivace - Grave
2. Largo
3. Allegro
4. Menuet
5. Gavotte

## Instrumentation
- deux hautbois, deux violons, deux violoncelles, cordes, continuo